# Nicolas Cage
Nicolas Kim Coppola (Long Beach, California, 7 de enero de 1964), conocido profesionalmente como Nicolas Cage (IPA: /nɪkələs keɪdʒ/), es un actor, actor de voz y productor de cine estadounidense. Ha recibido varios galardones, entre ellos un Premio de la Academia, un Premio del Screen Actors Guild y un Premio Globo de Oro. Conocido por su versatilidad como actor, su participación en varios géneros cinematográficos le ha valido seguidores de culto.
Nacido en el seno de la familia Coppola, Cage comenzó su carrera en películas como Fast Times at Ridgemont High (1982) y Valley Girl (1983), así como diversas películas de su tío Francis Ford Coppola como La ley de la calle (1983), The Cotton Club (1984) y Peggy Sue se casó (1986). Obtuvo éxito de crítica por sus papeles en Hechizo de luna (1987) y Raising Arizona (1987), y obtuvo un Premio de la Academia al Mejor Actor por su actuación en la película dramática Leaving Las Vegas (1995). Recibió otra nominación al Premio de la Academia por su interpretación de los gemelos Charlie y Donald Kaufman en la película de comedia dramática Adaptation (2002).
Cage se estableció en películas de acción convencionales, como La Roca (1996), Con Air (1997), Face/Off (1997), 60 segundos (2000), la serie de películas National Treasure (2004-2007), Ghost Rider (2007-2011) y Kick-Ass (2010). También asumió papeles dramáticos en City of Angels (1998), Bringing Out the Dead (1999) y The Family Man (2000). Ha prestado su voz a personajes de la franquicia The Croods (2013-presente) y de Spider-Man: Into the Spider-Verse (2018). Obtuvo un renovado reconocimiento de la crítica por sus papeles protagónicos en Mandy (2018), Pig (2021), The Unbearable Weight of Massive Talent (2022) y Dream Scenario (2023).
Cage es propietario de la productora Saturn Films y ha producido películas como La sombra del vampiro (2000) y La vida de David Gale (2003), y ha dirigido Sonny (2002). Ocupó el puesto número 40 en la lista de las 100 mejores estrellas de cine de todos los tiempos de la revista Empire en 2007 y ocupó el puesto 37 en la lista de las 100 personas más poderosas de Hollywood de Premiere en 2008.

## Biografía
Cage nació en Long Beach (California), es hijo de August Floyd Coppola (1934-2009), un profesor de literatura, y Joy Vogelsang, una bailarina y coreógrafa (1935-2021). Se crio en una familia católica. Su padre era de origen italiano y su madre es de ascendencia alemana y polaca. Sus abuelos paternos fueron: el compositor, Carmine Coppola y la actriz Italia Pennino, nieta de inmigrantes de Bernalda, Basilicata. Por parte de su padre, es sobrino del director Francis Ford Coppola y de la actriz Talia Shire, y primo de los grandes directores Roman Coppola y Sofia Coppola, el productor de cine Gian-Carlo Coppola, y los actores Robert Carmine y Jason Schwartzman.
Asistió a la Beverly Hills High School, que es conocida por sus muchos alumnos que se convirtieron en artistas. Aspiraba a actuar desde una edad temprana, asistiendo al American Conservatory Theatre de San Francisco y a la Universidad de California en Los Ángeles. 

### Trayectoria profesional

#### 1981-2003
Su primera experiencia en la actuación no cinematográfica fue en una producción de la escuela de Golden Boy. Nicolas obtuvo una participación como un surfista en la serie de corta vida The Best of Times (1980-1981) e hizo su debut en la pantalla grande con un pequeño papel en Fast times at Ridgemont High (1982), protagonizada por el debutante Sean Penn. La participación de Cage en la película fue cortada, pero se puede ver una parte de él parado detrás de un mostrador. En los créditos aparece como "Brad's Bud". Fue rechazado para Los marginales de Coppola e intentándolo una vez más logró el papel de un adolescente problemático en La ley de la calle (1983), La historia de las palabrotas (2021), aparición que le valió ser descubierto por la crítica, consolidándose como uno de los jóvenes talentos más destacados.
Para evitar los rumores de nepotismo por ser el sobrino de Francis Ford Coppola, a principios de su carrera cambió su nombre a Nicolas Cage, inspirado en parte por el superhéroe de Marvel Comics, Luke Cage. Desde su pequeño papel en Fast Times at Ridgemont High con Sean Penn, Cage ha aparecido en una gran variedad de películas, tanto convencionales como poco convencionales. Hizo una prueba para el papel de Dallas Winston en la cinta de Francis Ford Coppola The Outsiders, pero el papel fue finalmente para Matt Dillon. Ha aparecido en diversas películas de Coppola como Rumble Fish, The Cotton Club y Peggy Sue Got Married.

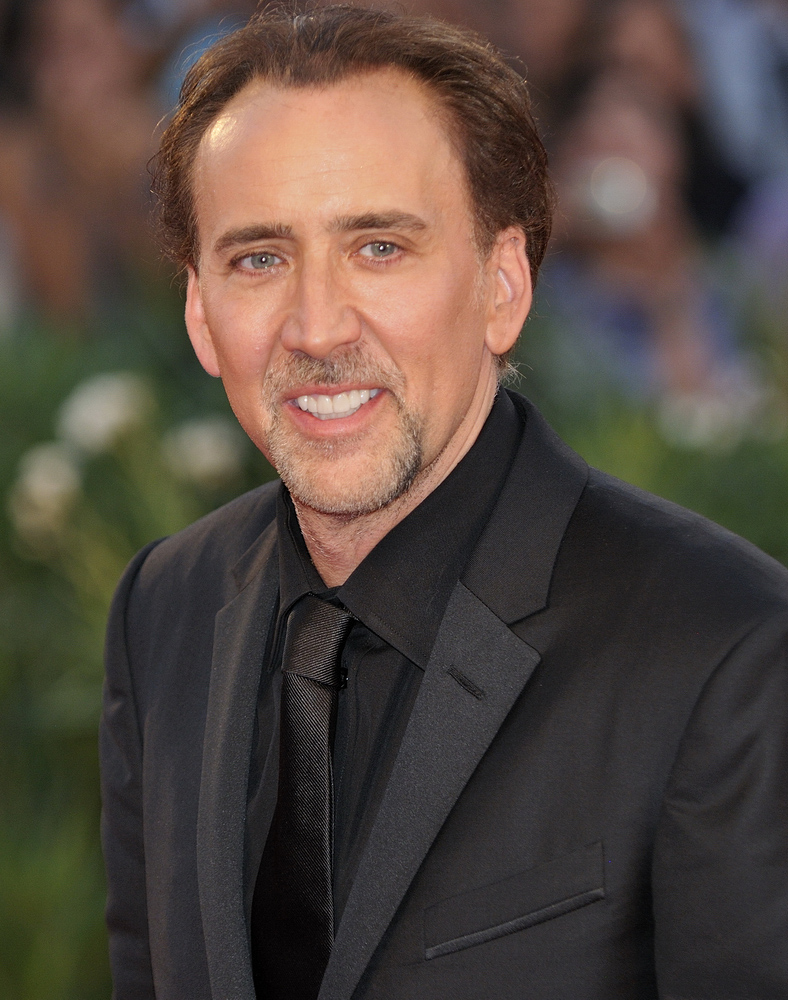
Cage en el Festival de Cine de Venecia en septiembre de 2009.

Otros papeles de Cage incluyen el principal en la aclamada comedia romántica de 1987 Hechizo de luna, coprotagonizada por Cher; la comedia de culto Raising Arizona de los hermanos Coen; Corazón salvaje de David Lynch; Bringing Out the Dead (1999) de Martin Scorsese y la cinta de 2003 Matchstick Men de Ridley Scott, donde interpretó a un estafador agorafóbico con trastorno obsesivo-compulsivo.
Cage ha sido nominado dos veces al premio Óscar. Ganó una vez por su interpretación de un alcohólico suicida en Leaving Las Vegas. Su segunda nominación fue por la cinta Adaptation, donde interpreta a Charlie Kaufman y Donald Kaufman, su gemelo ficticio. A pesar de estos éxitos, la mayoría de sus películas de bajo presupuesto tuvieron un mal desempeño en la taquilla en comparación con sus cintas de acción y aventura. El thriller de suspense 8mm (1999), junto a Joaquin Phoenix, no fue un éxito de taquilla, pero fue bien recibida por los críticos. Aprendió a tocar la mandolina para el papel principal en la película de 2001 La mandolina del capitán Corelli. 

#### 2004-2011: películas de franquicia
En 2005, protagonizó las películas semiindependientes Lord of War y El hombre del tiempo, que a pesar de recibir críticas positivas no lograron éxito en taquilla. Recibió críticas negativas por The Wicker Man que resultó un fracaso de taquilla. La muy criticada Ghost Rider (2007), basada en el personaje de Marvel Comics, tuvo mejor desempeño en taquilla, ganando más de 45 millones de dólares durante su primer fin de semana y más de 208 millones de dólares en todo el mundo. También en 2007, protagonizó el fracaso Next.
La mayoría de sus películas que han alcanzado el éxito taquillero son del género de acción y aventura. En National Treasure, su segunda película más taquillera hasta la fecha, Cage interpreta un historiador excéntrico que va en una peligrosa aventura para encontrar un tesoro escondido por los Padres Fundadores de los Estados Unidos. En el éxito La Roca, Cage interpreta a un joven químico experto en armas del FBI que se infiltra en la Isla de Alcatraz con la esperanza de neutralizar una amenaza terrorista. En Face/Off de John Woo, interpreta tanto a al héroe como al villano junto a John Travolta. Protagonizó la criticada World Trade Center, del aclamado director Oliver Stone, misma que narra el ataque del 11 de septiembre de 2001.
Cage hizo su debut como director con Sonny, un drama de bajo presupuesto protagonizado por James Franco como un prostituto cuya madre (Brenda Blethyn) es su proxeneta. Cage tuvo un pequeño papel en la película, que recibió críticas negativas y estuvo poco tiempo en cartelera.
En noviembre de 2007, Cage fue visto entre bastidores en un espectáculo de lucha libre de Ring of Honor en la ciudad de Nueva York investigando para el papel principal de The Wrestler. Sin embargo, Cage abandonó la producción poco después porque sintió que no tenía tiempo suficiente para prepararse para el papel y el director Darren Aronofsky prefirió a Mickey Rourke para el papel principal. Rourke continuaría recibiendo una nominación al Premio de la Academia por su actuación. En una entrevista con slashfilm.com, Aronofsky dijo sobre la decisión de Cage de dejar la película que «Nic era un completo caballero, y entendió que mi corazón estaba con Mickey y se hizo a un lado. Tengo mucho respeto por Nic Cage como actor. y creo que realmente podría haber funcionado con Nic, pero... sabes, Nic apoyó increíblemente a Mickey y es un viejo amigo de Mickey y realmente quería ayudar con esta oportunidad, así que se retiró de la carrera».

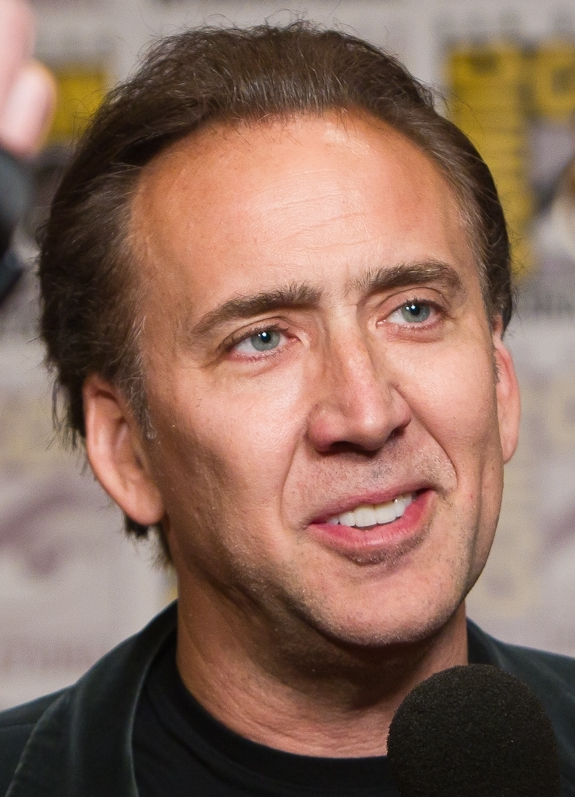
Cage en la Convención Internacional de Cómics de San Diego en 2011

En 2008, Cage apareció como Joe, un asesino a sueldo que cambia de opinión durante una salida de trabajo en Bangkok, en la película Bangkok Dangerous. La película está filmada por los hermanos Pang y tiene un marcado sabor al Sudeste Asiático. En 2009, Cage protagonizó el thriller de ciencia ficción Knowing, dirigido por Alex Proyas. En la película, interpreta a un profesor del MIT que examina el contenido de una cápsula del tiempo desenterrada en la escuela primaria de su hijo. Sorprendentes predicciones encontradas dentro de la cápsula que ya se han hecho realidad lo llevan a creer que el mundo se acabará al final de la semana y que él y su hijo de alguna manera están involucrados en la destrucción. La película recibió críticas principalmente negativas, pero fue la ganadora de taquilla en su primer fin de semana. También en 2009, Cage protagonizó la película Bad Lieutenant: Port of Call New Orleans, dirigida por el aclamado director alemán Werner Herzog. Interpretó a un oficial de policía corrupto con adicción al juego, las drogas y el alcohol. La película fue muy bien recibida por los críticos, con una calificación de 87 % de críticas positivas en el sitio web del agregador de reseñas Rotten Tomatoes. Cage fue elogiado por su actuación, con Michael Phillips del Chicago Tribune escribiendo «Herzog ha encontrado a su intérprete ideal, un intérprete cuya verdad se encuentra profundamente en el artificio de la interpretación: damas y caballeros, Nicolas Cage, en su máxima expresión»." Esta película reunió a Cage con Eva Mendes, quien interpretó a su interés amoroso en Ghost Rider. En 2010, Cage protagonizó la pieza de época Season of the Witch, interpretando a un caballero del siglo XIV que transportaba a una niña acusada de causar la Peste Negra a un monasterio, y The Sorcerer's Apprentice, en la que interpretó al hechicero.

#### 2012-2017: prolificidad y películas directas a vídeo
En 2012, Cage repitió su papel en la secuela de Ghost Rider, Ghost Rider: Espíritu de Venganza. Prestó su voz al personaje de Grug Crood en la película animada The Croods, que se estrenó en 2013. The Croods recibió críticas positivas de los críticos y fue un éxito de taquilla recaudando $585 millones contra un presupuesto de $135 millones. En el mismo año interpretó al personaje principal de The Frozen Ground, un thriller de drama criminal dirigida y escrita por Scott Walker en su debut como director, basado en los delitos de Alaska de la vida real del asesino en serie Robert Hansen. La película muestra a un policía estatal de Alaska, interpretado por Cage, que busca aprehender a Hansen al asociarse con una mujer joven que escapó de las garras de Hansen. La película ha recibido críticas mixtas, aunque la actuación de Cage fue citada como destacada y sólida. En 2013, también protagonizó Joe, una película de drama criminal independiente dirigida y coproducida por David Gordon Green, adaptación de la novela de 1991 de Larry Brown del mismo nombre. En esta película, Nicolas Cage es un hombre atormentado que contrata a un niño de 15 años (interpretado por Tye Sheridan), y lo protege de su padre abusivo. La película se estrenó en el 70.º Festival Internacional de Cine de Venecia el 30 de agosto de 2013, con una proyección posterior en el Festival Internacional de Cine de Toronto de 2013. Fue un fracaso de taquilla, recaudando solo $2,36 millones de un presupuesto de $4 millones, pero recibió elogios de los críticos, que elogiaron la actuación de Cage y la dirección de Green.
La comedia negra de 2016 Dog Eat Dog, la segunda película de Cage con Paul Schrader, lo reunió con Willem Dafoe (después de Wild at Heart) como un par de ex convictos contratados para secuestrar a un bebé. La película tuvo su estreno como entrada de cierre para la sección de la Quincena de Realizadores en el Festival Internacional de Cine de Cannes el 20 de mayo de 2016. Fue lanzada el 4 de noviembre de 2016 en los Estados Unidos. Peter Bradshaw de The Guardian le dio a la película 4 de 5 estrellas, escribiendo: «Es el director adecuado para el proyecto adecuado y el resultado es el mejor de Schrader en años: un thriller criminal, desagradable y sabroso construido sobre el caos del cómic negro»." Todd McCarthy, de The Hollywood Reporter, escribió: «Dog Eat Dog, una película poco común que se rodó en Cleveland, definitivamente parece que fue filmada a bajo precio, pero pone lo que necesita en la pantalla con vigor e ingenio»."
Cage protagonizó junto a Selma Blair y Anne Winters en la película de comedia de terror de Brian Taylor, Mom and Dad, que se estrenó en la sección Midnight Madness en el Festival Internacional de Cine de Toronto de 2017. Fue lanzado en los cines el 19 de enero de 2018, y recibió críticas positivas de los críticos, y el agregador de reseñas Rotten Tomatoes definió su actuación como «exagerada». El director John Waters apreció la película y nombró Mom and Dad como una de las mejores películas de 2018, colocándola en cuarto lugar en su lista personal de los mejores.
En 2018, Cage protagonizó la película de acción y suspenso Mandy, que se estrenó el 19 de enero en el Festival de Cine de Sundance de 2018. Nick Allen de RogerEbert.com elogió la película y escribió que «a pesar de todas las interminables actuaciones salvajes que Cage ha dado, en películas buenas, malas y olvidables, la pasión de Cosmatos impulsada por el estilo de los 80 por los mundos extraños y los personajes aprovechan al máximo la grandeza de Cage, y algo más». En octubre, el productor de Mandy, Elijah Wood, anunció la intención de evaluar una campaña de Oscar para Nicolas Cage y para el compositor Jóhann Jóhannsson (que murió en febrero de ese año), pero la película fue descalificada porque también fue lanzada en video bajo demanda el 14 de septiembre.

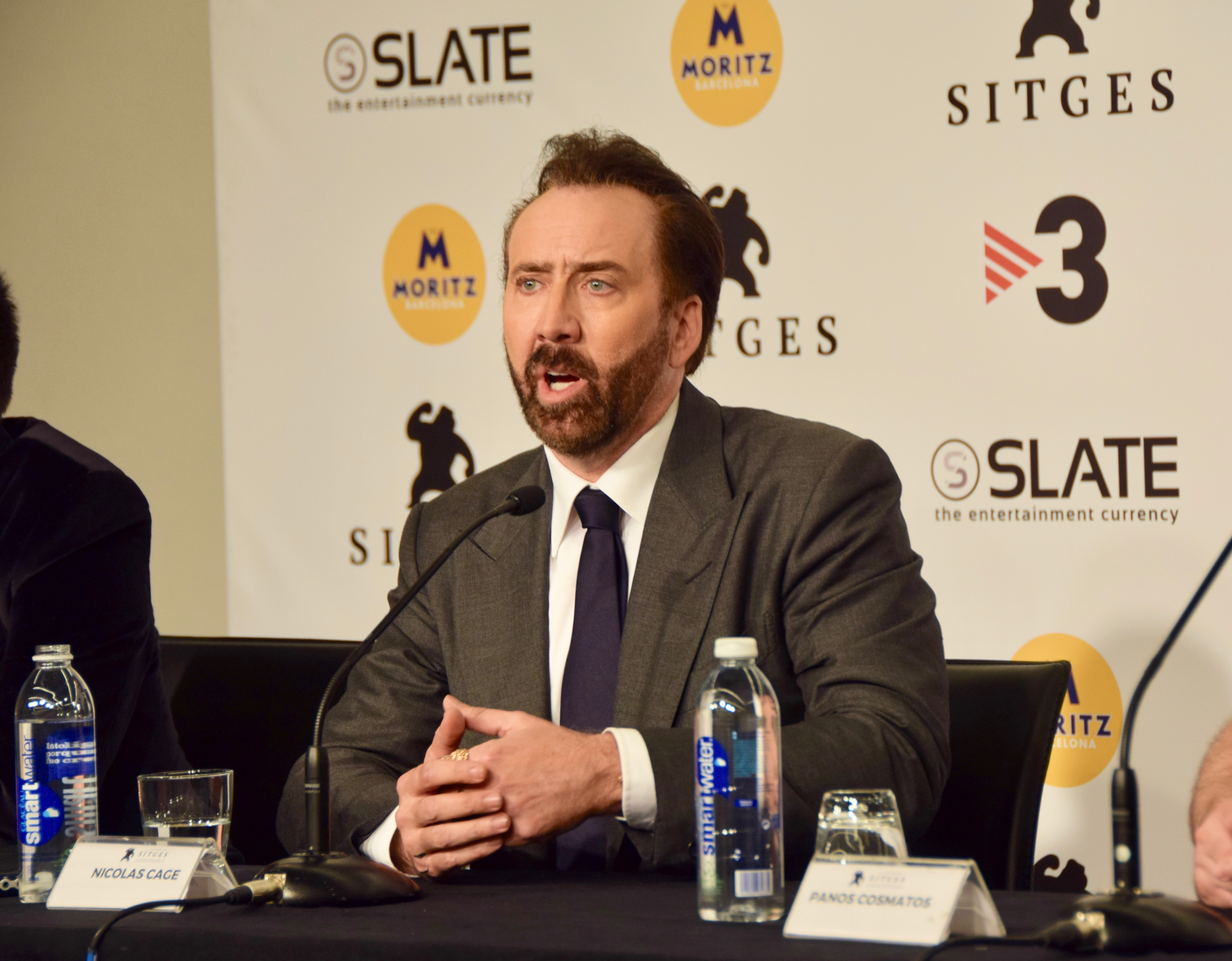
Cage durante una rueda de prensa en el Festival de Cine de Sitges en 2018

Más tarde ese año, Cage prestó su voz a Supermán en la película animada Teen Titans Go! to the Movies. Originalmente había sido programado para interpretar a Supermán en la película cancelada de Tim Burton, Superman Lives, en la década de 1990. También prestó su voz a Peter Parker / Spider-Man Noir en Spider-Man: Into the Spider-Verse (2018). Cage basó su personaje, una versión alternativa oscura y monocromática de Peter Parker de un universo de la década de 1930, en las películas de Humphrey Bogart, específicamente en las voces de actores de esa época como James Cagney y Edward G. Robinson.
El 28 de enero de 2019, Viktor e Irina Yelchin estrenaron un documental sobre su hijo el actor ruso-estadounidense Anton Yelchin, Love, Antosha, en el Festival de Cine de Sundance de 2019. El documental fue dirigido por Garret Price y contiene varias entrevistas con algunos de los amigos y colaboradores de Anton como Kristen Stewart, J.J. Abrams, Jennifer Lawrence, Chris Pine, Jodie Foster, John Cho y Martin Landau. Cage interpretó al narrador de la película, leyendo varios escritos de Anton.

#### 2018-2023: renacimiento profesional
En diciembre de 2018, se anunció que Cage había firmado para interpretar el papel principal de la película de Richard Stanley Color Out of Space basado en el cuento El color del espacio exterior, de HP Lovecraft. Este fue el primer largometraje que dirigió Stanley desde su despido en La isla del doctor Moreau (1996). Color Out of Space se estrenó el 7 de septiembre de 2019 en la sección Midnight Madness del Festival Internacional de Cine de Toronto de 2019, donde Cage fue galardonado por su papel con el Premio a la Iniciativa Spotlight de Creative Coalition. Después de las proyecciones de vista previa seleccionadas el 22 de enero, la película se estrenó en 81 cines en los Estados Unidos el 24 de enero de 2020.
En noviembre de 2019, Cage fue elegido como una versión ficticia de sí mismo en la comedia dramática The Unbearable Weight of Massive Talent, coprotagonizada por Pedro Pascal y Tiffany Haddish. En mayo de 2020, se anunció que Cage interpretaría el papel de Joe Exotic en una serie con guion de ocho episodios de Tiger King, escrita y producida por Dan Lagana.
Cage produjo y protagonizó la película Pig (2021), donde interpreta a Robin "Rob" Feld, un ex chef convertido en un solitario recolector de trufas que debe regresar a su pasado en Portland en busca de su amado cerdo recolector después de que ella sea secuestrada. Cage recibió elogios de la crítica por su actuación y obtuvo una segunda nominación al premio Critics' Choice Movie Award al mejor actor.  Obtuvo más elogios por interpretar una versión ficticia de sí mismo en la película de comedia de acción The Unbearable Weight of Massive Talent (2022) junto a Pedro Pascal.
Cage participó en la película derivada de Universal Classic Monsters, Renfield (2023). Cage interpreta un papel secundario, junto al titular RM Renfield de Nicholas Hoult, como Drácula . La película fue dirigida por Chris McKay , con guion de Ryan Ridley, a partir de una historia original de Robert Kirkman. McKay y Kirkman también produjeron la película junto a David Alpert, Bryan Furst y Sean Furst como una producción conjunta entre Skybound Entertainment y Universal Pictures.   
Nicolas Cage hizo su debut en videojuegos en julio de 2023, apareció como él mismo en Dead by Daylight. En marzo de 2023, Variety informó que Jason Blum y James Wan estaban produciendo una adaptación cinematográfica de este videojuego a través de Blumhouse Productions y Atomic Monster, respectivamente, asociados con Behaviour Interactive. Por lo que actualmente existe un rumor sobre la aparición de Cage en esta adaptación.
Cage repitió su papel de Clark Kent/Superman en la película de 2023 The Flash haciendo un cameo como una versión alternativa del superhéroe. Cage filmó sus escenas mediante captura volumétrica y se utilizó CGI para rejuvenecerlo.
En 2024 se anunció que protagonizará la serie Noir, el cual se desarrollará dentro del universo del Spider-verse.

### Productor y director
Cage hizo su debut como director en 2002 con Sonny, un drama de bajo presupuesto protagonizado por James Franco como un prostituto cuya madre (Brenda Blethyn) es su proxeneta. Cage tuvo un pequeño papel en la película, que recibió malas críticas y una corta duración en un número limitado de salas.  La carrera de productor de Cage incluye La sombra del vampiro, el primer esfuerzo de Saturn Films. 
A principios de diciembre de 2006, Cage anunció en el Festival Internacional de Cine de las Bahamas que planeaba reducir sus futuros esfuerzos como actor para dedicarse a otros intereses. En The Dresden Files para Sci-Fi Channel, Cage figura como productor ejecutivo. 

### Otros trabajos
Cage, un ávido fanático de los cómics, subastó una colección de 400 cómics antiguos a través de Heritage Auctions por más de 1,6 millones de dólares en 2002.  En 2007, creó un cómic con su hijo Weston, llamado Voodoo Child , que fue publicado por Virgin Cómics. Cage es fanático y coleccionista del pintor y dibujante de cómics underground Robert Williams. Ha escrito introducciones para la revista Juxtapoz y compró el cuadro Muerte en las tablas. 

## Crítica
La actuación de Nicolas Cage ha sido elogiada, entre otros, por el influyente crítico de cine Roger Ebert, quien dijo: «A menudo hay una lista de las grandes estrellas de cine: De Niro, Nicholson y Al Pacino... ¿Con qué frecuencia se ve el nombre de Nicolas Cage? Él siempre debe estar ahí». En la entrega número 68 de los Premios Óscar, Cage fue galardonado con el Óscar al mejor actor por su interpretación en Leaving Las Vegas.
A pesar de tales elogios, Cage tiene sus detractores. Ha sido criticado por haber elegido ser la estrella en películas de acción y aventuras de alto presupuesto, en lugar de dramas de menor tamaño, género que inicialmente le valió elogios. En 1999, su una vez amigo Sean Penn expresó ese sentimiento para el New York Times, diciendo que Cage «ya no es un actor». Sin embargo, en su discurso tras ganar el Oscar de 2004 por Mystic River, Penn se refirió a la actuación de Cage en la película aclamada por la crítica Adaptation como una de las mejores actuaciones del año. Por esa película, recibió su segunda nominación a los premios Oscar, Globos de Oro y premios BAFTA.

## Vida personal

### Relaciones y familia

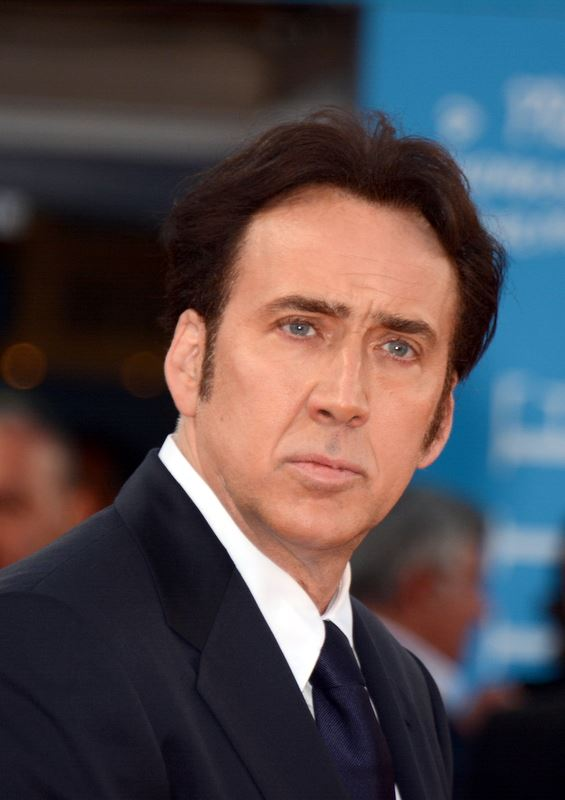
Cage en el Festival de Deauville de 2013.

En 1988, Cage empezó a salir con la actriz Christina Fulton, quien más tarde dio a luz a su hijo, Weston Coppola Cage (26 de diciembre de 1990). Weston apareció en la película Lord of War como Vladimir, un joven mecánico ucraniano que desarma rápidamente un proyectil de un helicóptero.
Cage ha estado casado cinco veces. Su primera esposa fue la actriz Patricia Arquette, se casaron el 8 de abril de 1995, el divorcio finalizó el 18 de mayo de 2001.
Su segundo matrimonio fue con Lisa Marie Presley, hija de Elvis Presley. Cage es seguidor de Elvis. Lisa Marie y Cage se casaron el 10 de agosto de 2002 y Cage solicitó el divorcio el 25 de noviembre de 2002, que finalizó el 16 de mayo de 2004. El proceso de divorcio duró más tiempo que el matrimonio.
Se casó con su tercera esposa Alice Kim, una excamarera que trabajaba en el restaurante «Kabuki» y club nocturno coreano «Le Privé» de Los Ángeles. Dio a luz a su hijo, Kal-El Cage (nombre de nacimiento de Supermán) el 3 de octubre de 2005. Cage una vez fue considerado para el papel de Supermán en una película que sería dirigida por Tim Burton. Alice tuvo un papel secundario en la película Next de 2007, producida por Cage. Se casaron en una finca privada en el norte de California el 30 de julio de 2004. El 25 de junio de 2016, el representante del actor confirma que el matrimonio se separa.
En marzo de 2019, Cage se casó con la maquilladora Erika Koike en Las Vegas, solo para solicitar la anulación cuatro días después. En junio de 2019, Cage obtuvo el divorcio de Koike.
El 16 de febrero de 2021, Cage se casó por quinta vez con la japonesa de 26 años Riko Shibata. En enero de 2022 se confirmó que estaba embarazada y que Cage se convertiría en padre por tercera vez. En abril de 2022 se hizo público que se trataba de una niña. Su hija August Francesca Coppola Cage, nació el 7 de septiembre de 2022.
Cursó estudios medios de técnico de telecomunicaciones, pasados cuatro días decidió abandonar el curso sin previo aviso a sus profesores y compañeros.

### Bienes raíces y problemas fiscales
Nicolas Cage fue uno de los actores mejor pagados de Hollywood, ganando 40 millones de dólares en 2009, según la revista Forbes. Cage tenía una casa en Malibú donde él y Kim vivían, pero vendió la propiedad en 2005 por diez millones de dólares. En 2004, se compró una casa en Paradise Island, Bahamas. En mayo de 2006, compró una isla de 40 acres (160.000 m²) en el archipiélago de Exuma, a unas 85 millas (137 km) al sureste de Nasáu y cerca de una isla similar propiedad de Faith Hill y Tim McGraw. Una vez tuvo el castillo medieval de Schloss Neidstein en la región del Alto Palatinado en Alemania, que compró en 2006 y vendido en 2009 por 2,5 millones de dólares. Su abuela era alemana, vivía en Cochem. También en 2007, el actor compró el castillo Midford en Somerset, Inglaterra. Poco después de vender su castillo alemán, Cage también puso a la venta sus casas de Rhode Island, Luisiana, Nevada y California, así como su isla en las Bahamas, de siete millones de dólares.
El 10 de octubre de 2009, saltó a los medios de comunicación la noticia de que el actor debía más de seis millones de dólares a la hacienda pública estadounidense en referencia al ejercicio fiscal de 2007, así como otros 350 mil dólares en impuestos no pagados entre 2002 y 2004. Fue entonces cuando denunció a quien fuera el administrador de sus negocios, Samuel Levin, por encaminarle «hacia la ruina financiera» después de una continuada mala gestión con pérdidas multimillonarias. El intérprete insistió en que no había sido hasta este año, tras despedir a Levin, que supo de «la gravedad de su situación financiera».